# Survivor blues
Survivor blues is het zeventiende studioalbum van de Amerikaanse blueszanger/gitarist Walter Trout. De titel van het album heeft betrekking op zijn herstel van een ernstige ziekte. In 2013 werd leverfalen bij hem geconstateerd. Muzikale vrienden van Walter Trout hebben benefietconcerten georganiseerd om een levertransplantatie voor hem te kunnen bekostigen.  Inmiddels heeft hij de ziekte overleefd. 
Op dit album speelt Walter Trout covers van bluesartiesten zoals B.B. King, Elmore James, Otis Rush en John Mayall (de godfather van de Britse blues). Het album begint met het slow-blues nummer Me, my guitar and the blues. Langzame blues en soulnummers worden afgewisseld door stevige rocksongs met veel jankende gitaarsolo’s. In Woman don’t lie zingt de Amerikaanse blueszanger/songwriter Nimoy (Sugaray) Rayford en op Goin' down the river wordt slidegitaar gespeeld door Robby Krieger (voorheen van The Doors).  

## Tracklist
1. Me, my guitar and the blues – (Rick Miller, Jimmy Dawkins) - (7:01)
2. Be careful how you vote – (Sunnyland Slim) - (3:56)
3. Woman don't lie -  (Luther "Snakeboy" Johnson) - met Sugaray Rayford  (5:27)
4. Sadie – (Theodore "Hounddog" Taylor) - (4:44)
5. Please love me – (Jules Taub, B.B. King) - (3:47)
6. Nature's disappearing – (John Mayall) - (6:36)
7. Red sun – (Joel Poluck) - (4:26)
8. Something inside of me – (Elmore James, James Sehorn) - (6:38)
9. It takes time – (Otis Rush) - (4:17)
10. Out of bad luck – (Al Benson, Sam Maghett) - (5:00)
11. Goin' down to the river - (Fred McDowell) – (met Robby Krieger) (6:52)
12. God's Word – (J.B. Lenoir) - (6:17)

## Muzikanten
- Gitaar, mondharmonica, zang – Walter Trout
- Keyboards, orgel – Skip Edwards
- Bas – Johnny Griparic
- Drums – Michael Leasure
- Elektrische piano – Teddy Andreadis (track 3)
- Zang – Nimoy (Sugaray) Rayford (track 3)
- Slidegitaar – Robby Krieger (track 11)

## Productie
De onderstaande technici hebben meegewerkt aan dit album. 
- Producer, gemixt, shaker – Eric Corne
- Geluidstechnicus – Massimo Maggiore en (assistent) Michael Dumas
- Uitvoerend producer  – Marie Trout
- Gemasterd – Mark Chalecki

Het album is opgenomen in Horse Latitudes in Glendale, California en Kingsize Soundlab in Los Angeles. Het album is gemixt in Forty Below  Studios in Los Angeles en gemasterd in Little Red Book Mastering in Los Angeles. Deze plaat is zowel op CD als op vinyl (LP) verschenen. Op de site van Discogs is de discografie van dit album te raadplegen (zie bronnen en referenties). 
Op de albumhoes staat een foto van Walter Trout met gitaar. De hoes is ontworpen door Roy Koch en de foto’s zijn gemaakt door Austin Hargrave. De tekst op de hoes is geschreven door Walter en Marie Trout. 